# Robert Tyrone Hayes
Robert Tyrone Hayes, também conhecido como o Matador ou Assassino de Daytona Beach (Daytona Beach Killer) é um serial killer dos Estados Unidos condenado pelo assassinato de três mulheres na área de Daytona Beach, Flórida, entre dezembro de 2005 e dezembro de 2007. Ele também está sendo julgado pela morte de uma quarta mulher. 
Em setembro de 2019 a polícia prendeu Hayes em West Palm Beach pelo assassinato de Rachel Bey em março de 2016 e o DNA encontrado na vítima posteriormente combinou com o encontrado em Gunther e Green.

## Os crimes

### As vítimas
Laquetta Gunther, de 45 anos: a primeira vítima de Hayes tinha 45 anos e foi encontrada em um beco em 26 de dezembro de 2005. Ela havia sido baleada na nuca e a polícia conseguiu colher material genético no local;
Julie Green, de 34 anos: a segunda vítima do assassino foi encontrada em 14 de janeiro de 2006. Ela também também havia sido baleada na nuca. Nenhum DNA foi recuperado, mas marcas de pneus foram encontradas e direcionaram para um Taurus ou Sable 2003;
Iwana Patton, de 35 anos: seu corpo foi encontrado em 24 de fevereiro de 2006 em uma estrada de terra. Ela havia sido baleada, mas na parte da frente da cabeça e possivelmente havia lutado com seu assassino. O DNA foi recuperado, juntamente com uma cápsula de um projétil que permitiu à polícia identificar a marca e o modelo da pistola usada, um Smith & Wesson Sigma Series VE, calibre 40;
Stacey Charlene Gage, de 30 anos: os restos mortais foram encontrados em 2 de janeiro de 2008. Ela havia sido baleada na cabeça e a polícia acredita que ela foi morta em 11 de dezembro de 2007, no mesmo dia em que teria saído para comprar um saco de gelo, reporta o Headline Surfer. Gage, ao contrário das outras vítimas, não era prostituta.
Rachel Bey: morta em 7 de março de 2016; o assassinato de Bey levou à captura do criminoso (faltam dados sobre este caso).
Nota: o processo pela morte de Gage ocorre separado dos outros.

### Perfil das vítimas e modus operandi
As três primeiras vítimas eram prostitutas e foram mortas com um único tiro, tendo os corpos sido descartados em áreas remotas. Segundo avaliações da polícia, por serem prostitutas elas acompanhavam voluntariamente o assassino. O assassino não escondia os corpos.
"As autoridades disseram que as mulheres eram semelhantes em altura, peso e idade, e eram profissionais do sexo", reporta o portal especializado Law and Crime.
Stacey Charlene Gage também foi baleada na cabeça, mas não era prostituta, e Hayes ainda não foi julgado por este caso (em fev/22).

## Investigações
A polícia de Daytona Beach usou  DNA de dezenas de motoristas que se encaixavam no perfil de um homem branco com uma namorada. As amostras foram levadas para um laboratório para combinar com material genético retirado das cenas do crime. 

### O criminoso
Hayes era um homem acima de qualquer suspeita, por assim dizer. O NY Post escreveu que ele era um "ex-líder de torcida da faculdade e membro da banda que tinha um lado sombrio e desconhecido para seus amigos".
Em 15 de setembro de 2019, funcionários do condado de Palm Beach prenderam Robert Tyrone Hayes, 37, em sua casa em West Palm Beach pelo assassinato de Rachel Bey em 7 de março de 2016. O DNA encontrado em Bey combinava com o DNA recuperado de Gunther e Green, duas das vítimas do Assassino de Daytona Beach e testes de balística conectam Hayes ao assassinato de Patton.
Lori Napolitano, chefe do departamento forense do Departamento de Polícia da Flórida, informou que o DNA coletado das vítimas foi colocado em um banco de dados genético usado por pessoas que tentavam encontrar parentes há muito perdidos e que, com isto, uma ligação para Hayes foi estabelecida. Hayes foi colocado "sob vigilância" e a polícia recolheu uma ponta de cigarro usada para coletar o DNA  que o ligou aos assassinatos. Testes adicionais após sua prisão confirmaram a ligação.

### Julgamento e pena
No dia 23 de fevereiro de 2022, Hayes foi considerado culpado pelos assassinatos de Laquetta Gunther, Julie Green e Iwana Patton, enquanto o julgamento de Hayes pela morte de Stacey Charlene Gage, sua quarta vítima, acontece num processo separado.
Segundo o NY Post, a acusação busca sua condenação por pena de morte.

## Sumário
- Este artigo foi inicialmente traduzido, total ou parcialmente, do artigo da Wikipédia em inglês cujo título é «Daytona Beach killer».